# Der Bulle von Tölz: Bullenkur
Bullenkur ist ein deutscher Fernsehfilm von Werner Masten aus dem Jahr 2001 nach einem Drehbuch von Ralph Werner. Es ist die 32. Folge der Krimiserie Der Bulle von Tölz mit Ottfried Fischer als Hauptdarsteller in der Rolle des Hauptkommissars Benno Berghammer. Die Erstausstrahlung erfolgte am 24. Oktober 2001 auf Sat.1.

## Handlung
Hauptkommissar Benno Berghammer erhält einen Anruf seines ehemaligen Schulkameraden Dr. Kurt Thaler, der als Diätarzt in der Tölzer Kurklinik arbeitet. Er deutet an, dass in der Klinik etwas nicht stimmt, will aber nicht am Telefon darüber reden und vereinbart mit Berghammer ein persönliches Treffen. Doch bevor es dazu kommt, erleidet der Arzt bei einem Verkehrsunfall mit Fahrerflucht tödliche Kopfverletzungen.
Der Kommissar befürchtet, dass sein alter Schulkollege einem Verbrechen zum Opfer gefallen ist, und lässt sich als Kurpatient einweisen, um vor Ort zu recherchieren. Staatsanwältin Dr. Zirner, die ebenfalls gerade zur Kur ist, zeigt sich wenig erfreut, zumal Hauptkommissarin Sabrina Lorenz Urlaub hat und in der Dominikanischen Republik weilt. Berghammer lässt sich nicht beirren und findet auch gleich ein paar Verdächtige: Dr. Thalers Witwe, frühere Geliebte von Kurklinikdirektor Dr. Peter Maywald, kommt durch den Tod ihres Mannes in den Genuss einer hohen Lebensversicherung, und Dr. Maywald stellt sich als Betrüger heraus, der mit manipulierten Abrechnungen die Krankenkassen hintergeht, unterstützt von der kokainsüchtigen Dr. Irene Pfister, medizinische Leiterin der Kurklinik.
Als ein anderer übergewichtiger Kurgast, Walter Kraml, plötzlich stirbt – der zweite Fall innerhalb weniger Wochen – und er selbst von seiner Physiotherapeutin Simone Erhardt aus dem von außen zugesperrten Dampfbad befreit werden muss, kommt Berghammer der Gedanke, dass er das Mordmotiv vielleicht doch woanders suchen muss – erst recht, als er von Frau Erhardt erfährt, dass nach dem Todesfall bei allen Patienten das stoffwechselanregende Medikament abgesetzt wurde, nur bei ihm nicht, sondern sogar die Dosis verdoppelt wurde.
Als Berghammer entdeckt, dass Frau Erhardt ein Medikament für Schwangere einnimmt, fragt er Christine Thaler, ob sie vom Verhältnis zwischen ihrem Mann und Simone Erhardt gewusst habe. Die Witwe behauptet, sie habe es erst erfahren, als sie nach dem Unfall in den Sachen ihres Mannes einen Brief gefunden habe, in dem Frau Erhardt ihren Mann aufgefordert habe, seine Frau zu verlassen. Wenn er nicht mit seiner Frau rede, dann werde sie es tun. Der Kommissar möchte den Brief sehen, doch Frau Thaler hat ihn angeblich verbrannt.
Bei seinen weiteren Recherchen findet Benno Berghammer heraus, dass Frau Dr. Pfister bei ihrer vorigen Arbeitsstelle in Bad Reichenhall einen Kunstfehler begangen hat und nur deshalb noch Ärztin ist, weil Dr. Maywald, der auch dort ihr Chef war, seine Hand über sie gehalten hat. Außerdem beobachtet er einen Streit zwischen Dr. Pfister und einem Mitarbeiter einer Pharmafirma. Wie sich herausstellt, entwickelt diese gerade eine Schlankheitspille, die Dr. Pfister illegal an ahnungslosen Patienten testet, um ihren Kokainkonsum zu finanzieren. Sie streitet alles ab, doch Berghammer erwidert, sie habe aufgrund der Todesfälle das Risiko der Pillen gekannt, und da habe sie auf heimtückische Weise versucht, ihn mit der doppelten Dosis umzubringen, aber dank seiner Rossnatur habe er es überlebt. Dr. Pfister begründet ihr Vorgehen damit, dass sie im Falle des Erfolgs der Pille ein neues Leben hätte beginnen können, sie habe nicht gewollt, dass jemand zu Schaden kommt.
Benno Berghammer ist sich inzwischen sicher, dass Dr. Thaler nicht sterben musste, weil er über die Machenschaften der beiden Ärzte Bescheid wusste. Er sucht Simone Erhardt auf und will sich noch einmal mit ihr über ihr Alibi unterhalten. Da springt sie in ihr Auto und ergreift die Flucht. Der Kommissar stellt sie auf einer Eisenbahnbrücke und kann sie nur durch gutes Zureden davon abhalten, sich hinunterzustürzen. Sie beteuert, es sei keine Absicht gewesen, Dr. Thaler zu töten. Sie sei mit dem Auto neben ihm hergefahren, sie habe die Sache mit dem Brief wieder gut machen wollen; sie habe nicht wirklich die Absicht gehabt, mit seiner Frau zu reden. Doch er habe ihr nicht zugehört, habe den Lenker losgelassen und herumgestikuliert und sei seitlich ans Auto gerutscht. Dann habe sie nur noch gehört, wie sein Kopf ans Auto geprallt und unter den Reifen geraten sei. Als sie wieder zu sich gekommen sei, habe sie umgekehrt, doch da sei schon der Notarzt vor Ort gewesen.

## Hintergrund
Die Dreharbeiten erfolgten in Bad Tölz und Bernried am Starnberger See (Klinik Höhenried); als Schauplatz für die „Pension Resi“ diente das Hollerhaus Irschenhausen.

## Kritik
Die Programmzeitschrift TV Spielfilm schreibt: „Krimi, Komik und Kalorien satt.“